# Rzeczpospolita (deník)

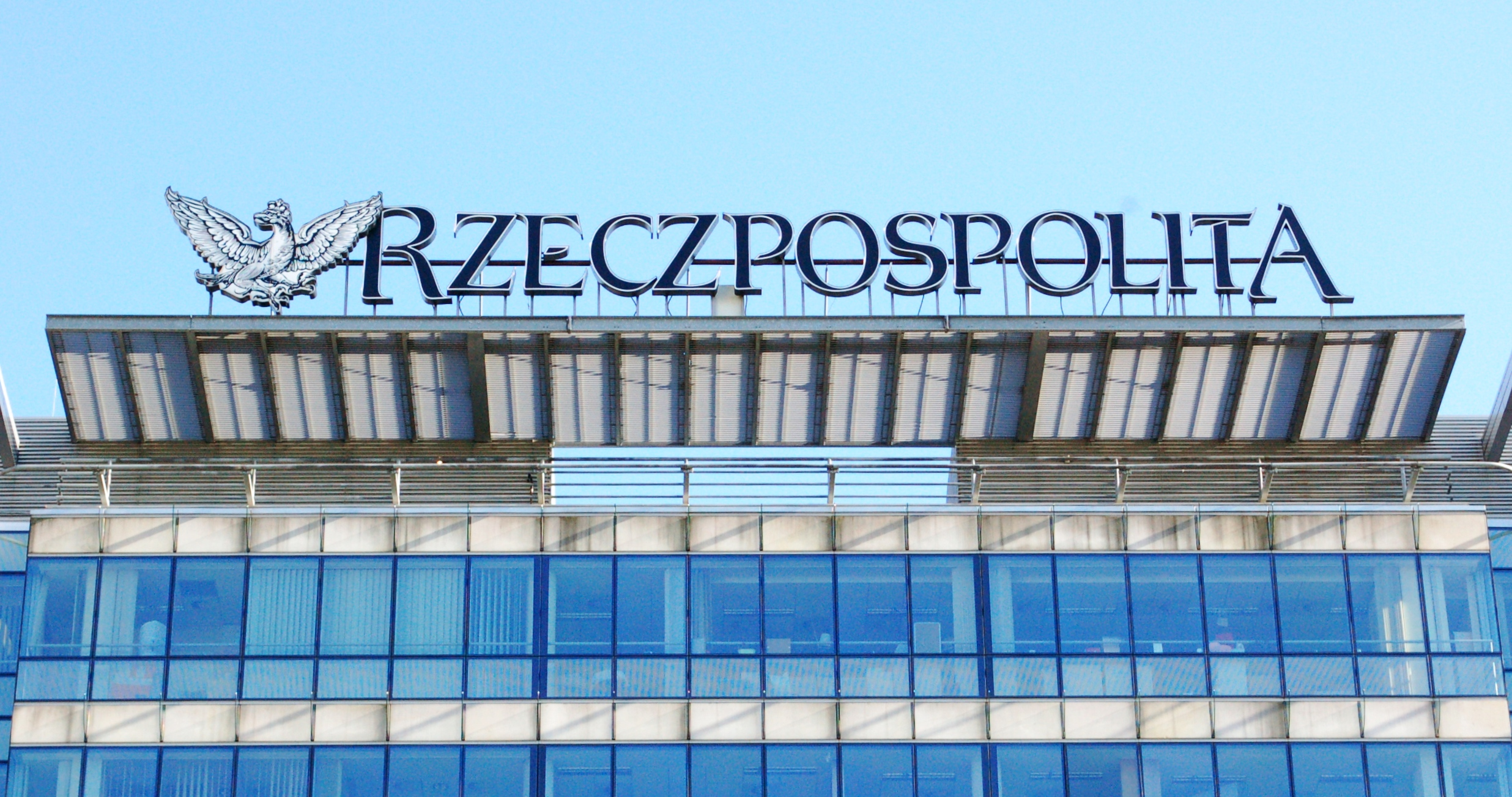
Logo polského deníku.

Rzeczpospolita ([ʒεʧpɔsˈpɔλita]IPA; česky Republika, Věc společná) je celopolský deník se zaměřením na zpravodajství, publicistiku, ekonomiku a právo. Noviny vydává společnost Presspublica, ve kterém mají podíl Presspublica Holding Norway (dceřiná společnost norského koncernu Orkla, 51 %) a Vydavatelský podnik Rzeczpospolita, a. s. (Przedsiębiorstwo Wydawnicze „Rzeczpospolita“ SA, 49 %).

Kořeny sahají do předválečných let. V roce 1944 se objevila jako orgán Polského výboru národního osvobození (Polski Komitet Wyzwolenia Narodowego, PKWN). S myšlenkou na tyto noviny přišel a prvním redaktorem byl Jerzy Borejsza. Činnost listu „Rzeczpospolita“ byla zastavena v roce 1950. Během krizových letech bylo v roce 1980 parlamentem rozhodnuto o obnově listu, který začal znovu vycházet jako vládní deník v roce 1982. V roce 1989 změnil Tadeusz Mazowiecki charakter novin z provládního listu na názorově nezávislý.

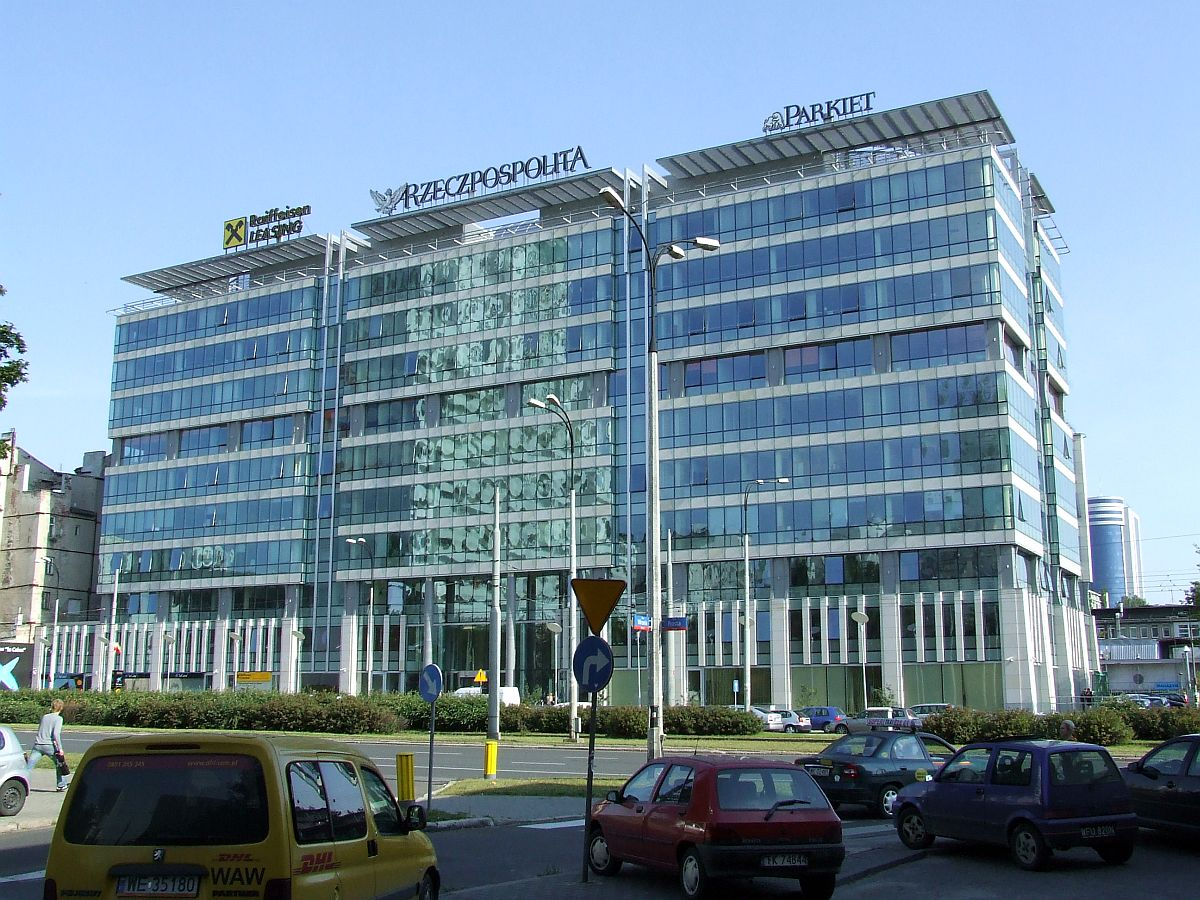
Ústředí redakce na ul. Prosta 51 ve Varšavě.